# Brattfors brandfält
Brattfors brandfält är ett naturreservat inom naturvårdsområdet Brattforsheden i Filipstads kommun i Värmlands län.
Området är naturskyddat sedan 2001 och är 81 hektar stort. Reservatet består av mager tallskog och mossar. 